# Theo van Hengel
Theo A. van Hengel (Surakarta, 27 oktober 1875 – Velp, 25 januari 1939) was een Nederlands marineofficier. Hij is, samen met Rudolf Spengler, vooral bekend van zijn werk aan de rotormachine, dat uiteindelijk leidde tot de uitvinding van de Duitse codeermachine Enigma.

## Loopbaan
Van Hengel begon zijn loopbaan bij de marine op 1 september 1891 aan het Koninklijk Instituut voor de Marine als adelborst der derde klasse, samen met onder andere Spengler. In 1893 werden zij beiden adelborst der tweede klasse en in 1894 adelborst der eerste klasse (nu gelijk aan luitenant ter zee der derde klasse). Op 3 september 1895 werden ze samen geplaatst op Hr.Ms. Van Speijk, een schip uit de Atjehklasse. Dit schip vertrok dat jaar naar Nederlands-Indië. Met dit schip kwamen ze in 1896 ook weer terug in Nederland, maar Van Hengel vertrok in september 1897 weer terug naar Batavia.
Bij Koninklijk Besluit van 29 juli 1899 werd hij per 2 augustus van dat jaar bevorderd tot luitenant ter zee der tweede klasse.
In Nederlands-Indië diende Van Hengel onder andere op Hr.Ms. Koetei, Hr.Ms. Tromp,
In 1916 keerde Van Hengel met zijn gezin terug naar Nederland.. In 1901 keerde Van Hengel terug naar Nederland. Hier diende hij onder andere op Hr.Ms. Nautilus, Hr.Ms. Buffel en Hr.Ms. Kortenaer, waarmee hij eind 1903 naar de Nederlandse koloniën in West-Indië vertrok.
Per 1 september 1906 werd Van Hengel inspecteur der politie op het Koninklijk Instituut voor de Marine. Hierna was hij onder andere commandant van Hr.Ms. Batok. Op 1 november 1910 werd hij bevorderd tot luitenant ter zee der eerste klasse. In 1912 werd hij adjudant van schout-bij-nacht F. Pinke, de commandant van de zeemacht in Nederlands-Indië. Eind 1916 keerde hij terug naar Nederland. In deze laatste periode werkt hij samen met Spengler aan de rotormachine (zie hieronder).
In 1919 werd Van Hengel bevorderd tot kapitein-luitenant ter zee. Hierna was hij commandant van Hr.Ms. Medusa, Hr.Ms. Zeeland en de
adspirantenschool in Dordrecht. Na bevordering tot kapitein-ter-zee in 1923, werd hij commandant van Hr.Ms. Tromp Op 30 april 1925 werd Van Hengel benoemd tot commandant van het Koninklijk Instituut voor de Marine te Den Helder, waarna hij op 30 maart 1927 met pensioen ging.
Na zijn pensionering bij de marine werd Van Hengel administrateur bij het AKU pensioenfonds in Ede. Op 25 januari 1939 stierf hij in het nabijgelegen Velp op 63-jarige leeftijd.
Tijdens zijn loopbaan ontving Van Hengel onder andere het Ereteken voor Belangrijke Krijgsbedrijven met de gespen Atjeh 1896-1900 en Atjeh 1901-1905. Bovendien werd hij op 30 augustus 1926 benoemd tot officier in de Orde van Oranje-Nassau met de zwaarden.

## Uitvinding van de rotormachine
Vanwege het uitbreken van de Eerste Wereldoorlog en het schenden van Nederlandse neutraliteit in Nederlands-Indië door Duitsland, Japan en het Verenigd Koninkrijk, hadden Nederlandse schepen aldaar steeds meer de behoefte hun strategische boodschappen te versleutelen. Van Hengel en Spengler bedachten een rotormachine, die uiteindelijk door luitenant-ter-zee van de technische dienst W.K. Maurits werd gebouwd. Het prototype werd in de zomer van 1915 aan bood van het aanwezige vlaggenschip Hr.Ms. De Zeven Provinciën  getest. Pas na de oorlog werd besloten of er een patent voor mocht worden ingediend. Dit getouwtrek duurde vanaf maart 1919, tot op 29 november 1919 het Ministerie toestemming gaf om een patent in te laten dienen door NV Vereenigde Octrooibureaux. Op 7 oktober van dat jaar had Hugo Alexander Koch (een zwager van een partner van de NV) echter al zijn patent ingediend. Na een jarenlange rechtszaak werden Van Hengel en Spengler in het ongelijk gesteld en lieten ze de zaak rusten.
Uiteindelijk leidde de uitvinding van de rotormachine tot de uitvinding van de Duitse codeermachine Enigma.

### Erkenning
Op 30 maart 1919 werden Van Hengel en Spengler door de Minister van Marine officieel bedankt voor het ontwerpen van een "schrijfmachine met molenschrift". Door het verlies van de rechtszaak werd lange tijd gedacht dat Koch de uitvinder van de rotormachine was, tot onderzoek in 2003 uitwees dat zijn patentaanvraag een Duitse vertaling was van die van Van Hengel en Spengler. In 2013 noemde de Koninklijke Marine een innovatieprijs naar de twee marineofficieren.

## Privéleven
Van Hengel trouwde op 23 juli 1906 met Tine van Enst in Doetinchem. Zij kregen  twee kinderen.